# Легион (футбольный клуб, Таллин)
«Легион» (также «ТЯК Легион»; эст. Tallinna JK Legion; TJK Legion) — эстонский футбольный клуб из Таллина. В 2020 году впервые принял участие в высшем дивизионе Эстонии.

## История
Основан 4 января 2008 года путём объединения клубов ТЯК («Таллина Ялгпалли Клуби», TJK) и «СК Легион».
ТЯК считался преемником одноимённого клуба (в русскоязычных источниках иногда упоминается как ФК «Таллин»), существовавшего в межвоенный период и бывшего одним из сильнейших клубов страны — чемпиона Эстонии 1926 и 1928 годов, неоднократного серебряного и бронзового призёра чемпионата, обладателя Кубка Эстонии 1939 года. В 1992 году ТЯК был возрождён, как Таллинская футбольная школа («Tallinna Jalgpallikool»), в 2001 году выступал как «ТЯК-83», а с 2002 года вернул историческое название Tallinna Jalgpalli Klubi и провозгласил преемственность с ранее существовавшим клубом. Лучшим результатом в новой истории стало второе место в первой лиге в сезоне 1996/97, а к 2007 году клуб обретался во второй лиге.
«СК Легион» был образован в 2004 году и до объединения выступал во второй и третьей лигах, не добиваясь в них успехов.
После объединения новый клуб в 2008 году был включён во вторую лигу, где в дебютном сезоне занял второе место. В 2009—2011 годах выступал в первой лиге, затем опустился в более низкие дивизионы, вплоть до четвёртого уровня в системе лиг. Возрождение клуба началось с 2017 года, когда клуб последовательно за три сезона одержал победы во второй лиге (четвёртый уровень), Эсилиге Б (третий уровень) и Эсилиге (второй уровень).
В 2020 году «легионеры» дебютировали в высшем дивизионе, заняв по итогам сезона седьмое место среди десяти команд.

## Стадион
Долгое время клуб выступал на стадионе «Висмари», вмещающем 500 зрителей. После выхода в высший дивизион принимает соперников на одном из крупнейших стадионов страны — «Кадриорг», вмещающем 5000 человек.

## Статистика выступлений
| Сезон | Дивизион | Место | Участники | Игры | В  | Н | П  | ЗМ  | ПМ  | РМ  | Очки | Бомбардир                               | Кубок                   |
| ----- | -------- | ----- | --------- | ---- | -- | - | -- | --- | --- | --- | ---- | --------------------------------------- | ----------------------- |
| 2008  | II лига  | 2     | 14        | 26   | 20 | 4 | 2  | 68  | 24  | +44 | 64   | Сергей Дымов (10)                       | —                       |
| 2009  | первая   | 6     | 10        | 36   | 13 | 5 | 18 | 63  | 76  | −13 | 44   | Максим Киселёв (17)                     | 1/64 финала             |
| 2010  | первая   | 6     | 10        | 36   | 11 | 6 | 19 | 57  | 81  | −24 | 39   | Максим Киселёв (14)                     | 2-й раунд (1/32 финала) |
| 2011  | первая   | 9     | 10        | 36   | 7  | 6 | 23 | 44  | 104 | −60 | 27   | Максим Киселёв и Роман Сироткин (по 10) | 1/32 финала             |
| 2012  | II лига  | 4     | 14        | 26   | 14 | 7 | 5  | 63  | 38  | +25 | 49   | Максим Гусев (15)                       | 1-й раунд (1/64 финала) |
| 2013  | первая-Б | 7     | 10        | 36   | 13 | 5 | 18 | 55  | 77  | −22 | 44   | Рауф-Роман Микаилов (8)                 | 3-й раунд (1/16 финала) |
| 2014  | первая-Б | 10    | 10        | 36   | 7  | 6 | 23 | 53  | 111 | −58 | 27   | Рауф-Роман Микаилов (10)                | —                       |
| 2015  | II лига  | 14    | 14        | 26   | 5  | 2 | 19 | 40  | 84  | −48 | 17   | Максим Киселёв (6)                      | 2-й раунд (1/32 финала) |
| 2016  | II лига  | 8     | 14        | 26   | 11 | 1 | 14 | 55  | 61  | -6  | 34   | Стефан Чендей (14)                      | 3-й раунд (1/16 финала) |
| 2017  | II лига  | 1     | 14        | 26   | 19 | 3 | 4  | 119 | 39  | +80 | 60   | Реял Алиев (33)                         | 2-й раунд (1/32 финала) |
| 2018  | первая-Б | 1     | 10        | 36   | 32 | 2 | 2  | 125 | 31  | +94 | 98   | Реял Алиев (40)                         | 4-й раунд (1/8 финала)  |
| 2019  | первая   | 1     | 10        | 36   | 28 | 5 | 3  | 127 | 35  | +92 | 89   | Реял Алиев (38)                         | 2-й раунд (1/32 финала  |
| 2020  | высшая   | 7     | 10        | 30   | 8  | 7 | 15 | 26  | 44  | -18 | 31   | Никита Андреев (10)                     | 4-й раунд (1/8 финала)  |
| 2021  | высшая   | 5     | 10        | 30   | 11 | 7 | 14 | 49  | 48  | +1  | 40   | Александр Шаповалов (11)                |                         |

## Тренеры
- Михаил Артюхов (~2012—2013)
- Виктор Пасикута (2014—2015)
- Денис Белов (2016—н.в.)

## Дубль
С 2008 года в системе лиг Эстонии также выступает дублирующий состав клуба. По состоянию на 2020 год — во второй лиге (четвёртый дивизион).